# The Swindlers
The Swindlers (en hangul, 꾼; RR: Kkun) es una película surcoreana de 2017, dirigida por Jang Chang-won, y protagonizada por Hyun Bin, Yoo Ji-tae, Bae Seong-woo, Park Sung-woong, Nana y Ahn Se-ha.

## Sinopsis
Se rumorea que un estafador que había sido declarado muerto después de cometer un gran caso de fraude está vivo. Un fiscal, Park, que estaba en connivencia con el estafador, necesita eliminarlo para evitar un escándalo de corrupción. Al perseguir al estafador, Park conoce a otro estafador llamado Ji-sung que también está detrás del mismo hombre para llevar a cabo una venganza personal. Al darse cuenta de sus objetivos mutuos, deciden formar un equipo, pero ocultándose el uno al otro sus motivos.

## Reparto
- Hyun Bin como Hwang Ji-sung.[5][6]
- Yoo Ji-tae como el fiscal Park Hee-soo.[6]
- Bae Seong-woo como Go Seok-dong.[7]
- Park Sung-woong como Kwak Seung-gun.[8]
- Nana como Choon-ja.[9][10]
- Ahn Se-ha como el jefe Kim.[11]
- Choi Deok-moon como Lee Kang-suk.
- Choi Il-hwa como el legislador Sung.
- Heo Sung-tae como Jang Du-chil.
- Kim Tae-hoon como el fiscal general.
- Yum Dong-hun como el director Kim.
- Jung Doo-kyum como el ministro Yoon.
- Choi Hong-il como el tío.
- Kim Ja-young como la tía.
- Jung Min-sung como el periodista Choi.
- Jung Jin-young como Hwang Yoo-suk (aparición especial).
- Oh Tae-kyung como Tae-dong (aparición especial).
- Cha Soon-bae como el CEO Kang (aparición especial).
- Jin Seon-kyu como el primo mayor (aparición especial).

## Producción
La película es el debut como director de Jang Chang-won, y también el primer largometraje de Nana, que recibió el guion hacia el final de su trabajo en la serie de tvN The good wife. La lectura del guion por el reparto se llevó a cabo el 26 de septiembre de 2016. El primer día de rodaje fue el sábado 1 de octubre.
La conferencia de prensa de presentación de la película fue el día 11 de octubre de 2017, en el CGV en Apgujeon, Sinsa-dong, Gangnam-gu, Seúl.

## Estreno y taquilla
The Swindlers se estrenó el 22 de noviembre de 2017 y obtuvo un gran éxito de taquilla. Fue la tercera película del año en encabezar las listas durante tres semanas seguidas, al final de las cuales alcanzó los 3,72 millones de espectadores. Al final de su período de exhibición, se había proyectado en 1314 salas para un total de 4 018 341 espectadores, que dejaron en taquilla el equivalente a 25 846 941 dólares norteamericanos. Fue la duodécima película más taquillera del año en Corea del Sur, la octava si se consideran solo las producciones nacionales.
También se distribuyó internacionalmente, en Estados Unidos, Australia, Nueva Zelanda, Japón, Filipinas y otros países.

## Crítica
William Schwartz (HanCinema) escribe que la película se parece a una novela de misterio, «donde realmente no te importa quién fue asesinado o por qué, solo quieres saber cómo sucedió», aunque aparte de ello cree que «realmente no tiene mucho a su favor», donde «la historia no es muy interesante ni creativa». Sobre los actores, escribe: «que pasemos mucho más tiempo con Hee-soo que con Ji-seong es especialmente desafortunado, porque este no es el mejor trabajo de Yoo Ji-tae».
Mark Jenkins (The Washington Post) concede a The Swindlers dos estrellas y media sobre cuatro, y la define como «un thriller de estafa entretenido, aunque en su mayor parte rutinario». «La película se basa en hechos reales y hace un uso evocador de lugares auténticos en Seúl, Incheon y Tailandia. Pero la acción es menos realista».
Según Roberto Abele (Los Angeles Times) «para los fanáticos del estilo bufé de las aventuras criminales, es una diversión ingeniosa, ensamblada y actuada de manera atractiva».

## Premios y nominaciones
| Año  | Premio                                   | Categoría               | Candidato     | Resultado | Ref.   |
| ---- | ---------------------------------------- | ----------------------- | ------------- | --------- | ------ |
| 2017 | 6th Korea Film Actors Association Awards | Mejor actor             | Hyun Bin      | Ganador   | [ 16 ] |
| 2017 | 6th Korea Film Actors Association Awards | Premio Estrella popular | Nana          | Ganadora  | [ 16 ] |
| 2018 | 54th Baeksang Arts Awards                | Mejor actriz revelación | Nana          | Nominada  | [ 17 ] |
| 2018 | 2nd The Seoul Awards                     | Mejor actor de reparto  | Bae Seong-woo | Nominado  | [ 18 ] |
| 2018 | 2nd The Seoul Awards                     | Mejor actriz revelación | Nana          | Nominada  | [ 18 ] |